# 군산시 (1988년 선거구)
군산시는 대한민국의 옛 국회의원 선거구이다. 당시 전라북도 군산시 지역을 관할했다.

## 역사
제13대 국회의원 선거를 앞두고 군산시·옥구군 선거구에서 분리되면서 신설되었다.
1995년 1월, 군산시와 옥구군이 통합되면서 통합 군산시가 출범되었다. 이에 제15대 국회의원 선거를 앞두고 관할 구역이 군산시 갑 선거구와 군산시 을 선거구로 각각 분리되어 편입되면서 폐지되었다.

## 역대 국회의원
| 선거   | 정당 | 정당       | 의원   |
| ------ | ---- | ---------- | ------ |
| 1988년 |      | 평화민주당 | 채영석 |
| 1992년 |      | 민주당     | 채영석 |

## 역대 선거 결과

### 대한민국 제13대 국회의원 선거
|  | 60.91% |

|  | 35.54% |

|  | 2.16% |

|  | 1.36% |

### 대한민국 제14대 국회의원 선거
|  | 42.78% |

|  | 36.89% |

|  | 13.14% |

|  | 4.57% |

|  | 1.67% |

|  | 0.93% |